# Ropalopus varini
Ropalopus varini là một loài bọ cánh cứng trong họ Cerambycidae.